# グローバルウェーハズ・ジャパン
グローバルウェーハズ・ジャパン株式会社（英：GlobalWafers Japan Co., Ltd.）は半導体用シリコンウェーハのメーカーである。

## 沿革
- 1928年 - 電気金融株式会社（後の東芝電興）創立。
- 1968年 - 東芝セラミックス株式会社設立
- 1977年 - シリコンウェーハの製造を開始。
- 1982年 - 徳山セラミックス株式会社（現 徳山工場）発足。
- 1983年 - 徳山セラミックスにてエピタキシャルウェーハの生産を開始。
- 1985年 - 関川電子株式会社（現 関川工場）発足。
- 1986年 - 関川電子にて拡散ウェーハの生産を開始。
- 1991年 - 新潟東芝セラミックス株式会社（現 グローバルウェーハズ・ジャパン株式会社）を設立。
- 2010年 - コバレントシリコン株式会社に社名変更
- 2011年11月 - コバレントマテリアル株式会社のシリコンウェーハ事業をコバレントシリコン株式会社に集約。
- 2012年3月 - コバレントシリコン株式会社の全株式をシノ・アメリカン・シリコン（SAS）グループに譲渡。
- 2013年1月 - グローバルウェーハズ・ジャパン株式会社に社名変更
- 2017年 - エム・イー・エム・シー㈱を関係会社とする

## 事業所
- 本社・新潟工場：新潟県北蒲原郡聖籠町東港6-861-5
- 徳山工場：山口県周南市江口2-1-32
- 関川工場：新潟県岩船郡関川村大字辰田新278
- 小国結晶センター：山形県西置賜郡小国町大字小国町378